# 罗念一
罗念一（1933年—2023年1月2日），曾用名罗江东、贡嘎巴登，男，汉族，原籍四川合江，生于贵州赤水，中国作曲家，曾任中国音乐家协会理事。